# 荻田浩一
荻田 浩一（おぎた こういち、1971年3月3日 - ）は、元宝塚歌劇団所属の演出家。大阪府出身。
ジャンクション所属。

## 来歴
- 大阪大学文学部日本学科卒業[3]。在学中、宝塚歌劇団の演出助手に合格し、1994年、宝塚歌劇団に入団[3]。
- 1997年、日本青年館公演『夜明けの天使たち』で演出家デビュー。
- 1999年、『螺旋のオルフェ』で宝塚大劇場作品デビュー。
- 2004年、脚本・演出を手掛けた『ロマンチカ宝塚'04―ドルチェ・ヴィータ！―』が第59回文化庁芸術祭『演劇部門優秀賞』（関西の部）を受賞[2]。
- 2008年、『ソロモンの指輪』をもって宝塚歌劇団を退職。
- 2013年1月1日付けで、ジャンクション所属となる。

## 宝塚歌劇団での舞台作品

### 作・演出

#### 大劇場ミュージカル作品（宝塚大劇場、東京宝塚劇場）
- ミュージカル『螺旋のオルフェ』（1999年 月組 宝塚大劇場、TAKARAZUKA1000days劇場 主演：真琴つばさ）＊大劇場デビュー作
- ミュージカル『マラケシュ・紅の墓標』（2005年 花組 主演：春野寿美礼）[4]

#### 大劇場ショー・レビュー作品
- レビュー・ロマネスク『パッサージュ―硝子の空の記憶―』（2001年 雪組 主演：轟悠）[5]
- レビュー・アラベスク『バビロン―浮遊する摩天楼―』（2002年 - 2003年 星組 主演：香寿たつき）
- グランド・ショー『ロマンチカ宝塚'04―ドルチェ・ヴィータ!―』（2004年 星組 主演：湖月わたる）[6]
- レビュー・アラベスク『タランテラ!』（2006年 雪組 主演：朝海ひかる）
- ショー『TUXEDO JAZZ』（2007年 花組 主演：春野寿美礼）
- ソング&ダンス・ショー『ソロモンの指輪』（2008年 雪組 主演：水夏希）

#### その他の劇場の作品
- バウ・ミュージカル『夜明けの天使たち』（1997年 星組 日本青年館 主演：湖月わたる）＊演出家デビュー作
- バウ・ミュージカル『夜明けの天使たち―悲しみの銃弾―』（1998年 星組 宝塚バウホール 主演：彩輝直）
- バウ・ミュージカル『凍てついた明日―ボニー&クライド―』（1998年 雪組 宝塚バウホール、日本青年館 主演：香寿たつき）
- バウ・ワークショップ『LAST STEPS―月明かりのワルキューレ―』（1998年 宝塚バウホール 主演：風花舞）
- バウ・ミュージカル『聖者の横顔』（2000年 星組 宝塚バウホール、日本青年館 主演：彩輝直）
- バウ・ワークショップ『Over The Moon―月影瞳クロニクル―』（2001年 雪組 宝塚バウホール）
- 朝海ひかるバウ・スペシャル『アルバトロス、南へ』（2006年 雪組 日本青年館、宝塚バウホール）
- 『A-“R”ex-如何にして大王アレクサンダーは世界の覇者たる道を邁進するに至ったか-』（2007年 - 2008年 月組 シアター・ドラマシティ、日本青年館 主演：瀬奈じゅん）
- バウ・ワークショップ『凍てついた明日-ボニー&クライドとの邂逅-』（2008年 雪組 宝塚バウホール 主演：凰稀かなめ）

#### コンサート
- 湖月わたるダンシング・リサイタル『Across』（2006年 星組 シアター・ドラマシティ、サンシャイン劇場）※第2部のみ

### 演出のみ
- バウ・ワークショップ『恋天狗』（2003年 月組 宝塚バウホール 主演：北翔海莉）
- ミュージカル・ロマン『白昼の稲妻』（2003年 - 2004年 宙組 宝塚大劇場、東京宝塚劇場 主演：和央ようか）

### ディナーショーの構成・演出
- 姿月あさとディナーショー『SILENT VOICE 〜声にならない、想い〜』（1997年 ホテル阪急インターナショナル、パレスホテル）
- 初風緑ディナーショー『Verde』（1998年 宝塚ホテル、ホテルグランドパレス）
- 成瀬こうきディナーショー『Blue Blood』（2000年 宝塚ホテル、第一ホテル東京）
- 朝海ひかるディナーショー『Dancer in the dark』（2001年 宝塚ホテル、ホテルグランドパレス）
- 水夏希ディナーショー『SOUL 煽動する魂』（2002年 宝塚ホテル、ウエスティンナゴヤキャッスル、第一ホテル東京）
- 香寿たつきディナーショー『静かなる革命 the silent revolution』（2002年 ホテル阪急インターナショナル、パレスホテル、ロイトン札幌）
- 立樹遥ディナーショー『Luce―陽だまりの足音―』（2004年 第一ホテル東京、新阪急ホテル）
- 汐美真帆ディナーショー『Good Bye, Good Guy, Good Fellow』（2004年 宝塚ホテル）
- 舞風りらミュージック・サロン『A Little Flower』（2006年 宝塚ホテル）

### イベントの構成・演出
- '98TCAスペシャル『タカラジェンヌ！－5組そろって大行進－』（1998年 宝塚大劇場）※共同演出
- TCAスペシャル2004『タカラヅカ90－100年への道－』（2004年 宝塚大劇場）※演出のみ、共同演出
- TCAスペシャル2005『Beautiful Melody Beautiful Romance』（2005年 宝塚大劇場）※共同演出

### 新人公演担当
- 1994年 星組『カサノヴァ・夢のかたみ』
- 1995年 雪組『JFK』[7]
- 1996年 花組『ハイペリオン』
- 1996年 星組『二人だけが悪』
- 1996年 花組『ハウ・トゥー・サクシード』
- 1997年 花組『失われた楽園』
- 1998年 花組『SPEAKEASY』[8]
- 1999年 雪組『バッカスと呼ばれた男』[9]
- 2000年 雪組『凱旋門』（役替わり公演[10]、新人公演）
- 2002年 花組『琥珀色の雨にぬれて』[11]
- 2005年 花組『マラケシュ・紅の墓標』[12][13]
- 2005年 月組『JAZZYな妖精たち』[14]

### 演出助手
- 1994年 花組『ブラック・ジャック 危険な賭け』（演出：正塚晴彦）、花組『火の鳥』（草野旦）、雪組『風と共に去りぬ』（植田紳爾）、星組『カサノヴァ・夢のかたみ』（小池修一郎）、星組『Shion〜愛の祈り〜』（草野旦、バウホール）
- 1995年 花組『LAST DANCE』（正塚晴彦、バウホール）、月組『Beautiful Tomorrow!』（三木章雄、バウホール）、雪組『JFK』（小池修一郎）、花組『エデンの東』（谷正純）、星組『剣と虹と恋と』（太田哲則）、雪組『マ・ベル・エトワール』（村上信夫）、
- 1996年 花組『ハイペリオン』（中村暁）、月組『マンハッタン不夜城』（草野亘）、星組『二人だけが悪』（正塚晴彦）、花組『ハウ・トゥー・サクシード』（酒井澄夫）、月組『プレスティージュ』（中村一徳）、雪組『アナジ』（谷正純、バウホール）
- 1997年 月組『グランド・ベル・フォリー』（酒井澄夫）、花組『失われた楽園』（小池修一郎）、星組『誠の群像』（石田昌也）、星組『ダル・レークの恋』（酒井澄夫）
- 1998年 雪組『LET'S JAZZ』（草野旦）、宙組『シトラスの風』（岡田敬二）、花組『SPEAKEASY』（谷正純）、雪組『心中・恋の大和路』（菅沼潤・谷正純、バウホール）、月組『黒い瞳』（謝珠栄）
- 1999年 星組『WEST SIDE STORY』（アラン・ジョンソン）、月組『十二夜』（木村信司、バウホール）、雪組『バッカスと呼ばれた男』（谷正純）
- 2000年 雪組『凱旋門』（謝珠栄）
- 2001年 宙組『ベルサイユのばら2001』（植田紳爾・谷正純）、雪組『Rose Garden』（三木章雄）
- 2002年 花組『琥珀色の雨にぬれて』（正塚晴彦）、宙組『ザ・ショー・ストッパー』（三木章雄）、月組『With a Song in my Heart』（岡田敬二）
- 2003年 月組『春ふたたび』（児玉明子、バウホール）、星組『雨に唄えば』（中村一徳）、雪組『レ・コラージュ』（三木章雄）、星組『プラハの春』（谷正純）
- 2004年 雪組『タカラヅカ・グローリー!』（岡田敬二）
- 2005年 月組『JAZZYな妖精たち』（谷正純、演出補）

## 宝塚歌劇団以外での舞台作品

### 芝居・ミュージカル
- 『新版・四谷怪談〜左眼の恋〜』（2002年9月5日 - 15日、築地本願寺ブディストホール。2002年9月17日 - 18日、HEP HALL） - 潤色・演出
- 音楽と劇『Moon River』（2003年3月1日 - 3日、築地本願寺ブディストホール） - 作・演出
- 映像&一人芝居『ゼルダ』（2003年5月21日 - 25日、LAFORET MUSEUM原宿） - 作・演出
- 音楽と劇『人魚姫』（2003年12月3日 - 7日、築地本願寺ブディストホール） - 作・演出
- 『マルゴ 〜王妃にして王女〜』（2004年5月12日 - 16日、築地本願寺ブディストホール） - 作・演出
- 音楽と劇『暴力と夜、雨の中で』（2004年5月19日 - 23日、築地本願寺ブディストホール） - 作・演出
- ミュージカル『アルジャーノンに花束を』（2006年2月22日 - 3月5日、博品館劇場。2006年3月9日、ウェルシティ大阪厚生年金会館芸術ホール。2006年3月10日、愛知厚生年金会館） - 脚本・演出
- ミュージカル『蝶々さん』（2007年6月9日 - 24日、シアター1010） - 演出
- ブロードウェイミュージカル『蜘蛛女のキス』〜KISS OF THE SPIDER WOMAN〜（2007年11月2日 - 11日、東京芸術劇場中ホール。11月16日 - 18日、梅田芸術劇場メインホール） - 演出・訳詞
- オリジナルミュージカル『WILDe・BEAUTY』（2008年3月12日 - 3月23日、博品館劇場） - 脚本・作詞・演出
- MusicalShow『“D”永遠という名の神話』（2008年10月1日 - 12日、博品館劇場） - 脚本・演出
- 『傾く首〜モディリアーニの折れた絵筆〜』（2008年10月25日 - 11月3日、赤坂レッドシアター） - 作・演出
- 『渋谷アリス』（2009年3月3日 - 7日、Bunkamuraシアターコクーン） - 構成・演出
- ブラジル版三文オペラ LATIN MUSICAL『オペラ・ド・マランドロ』（2009年7月25日 - 8月2日、東京芸術劇場中ホール他） - 演出
- TheMusical『蜘蛛女のキス』（再演）（2010年1月16日 - 18日、梅田芸術劇場メインホール。1月24日 - 2月7日、東京芸術劇場中ホール） - 演出・訳詞
- 『MATERIAL』〜波津彬子作"雨柳堂夢咄"より〜（2010年2月22日 - 28日、天王洲 銀河劇場。3月3日 - 4日、シアター・ドラマシティ） - 構成・演出
- 『戯伝写楽』（2010年4月7日 - 17日、青山劇場。4月24日 - 25日、梅田芸術劇場シアターBRAVA!） - 演出
- MUSICAL『SILK STOCKINGS 〜絹の靴下〜』（2010年5月、青山劇場。6月、梅田芸術劇場シアターBRAVA!） - 演出
- ブロードウェイミュージカル『ワンダフルタウン』（2010年10月、青山劇場。11月、梅田芸術劇場） - 演出
- ミュージカル『蝶々さん』（再演）（2011年2月 - 3月、八潮メセナ1Fホール 他） - 演出
- ROCKミュージカル『ピンクスパイダー』（2011年3月、東京グローブ座） - 演出
- 歌舞劇『綺譚・桜姫』（2011年4月、御園座） - 脚本・演出
- 元禄音楽劇『黒椿』（2011年7月、池袋あうるすぽっと） - 演出[15]
- ミュージカル『コードギアス 反逆のルルーシュ - 魔人に捧げるプレリュード - 』（2012年6月 - 7月、天王洲 銀河劇場） - 脚本・演出
- ミュージカル『トゥモロー・モーニング』（2013年4月、シアタークリエ） - 翻訳・訳詞・演出
- ミュージカル『コードギアス 反逆のルルーシュ A-LIVE FANTASTIC DREAM SHOW』（2013年9月、シアターGロッソ） - 脚本・演出
- THE MUSICAL『キャッチ・ミー・イフ・ユー・キャン』（2014年6月 - 7月、シアタークリエ 他） - 翻訳・訳詞・演出
- SHOW ACT『ファウスト・オデッセイア』（2014年10月 - 11月、博品館劇場） - 脚本・演出
- マサラミュージカル『ボンベイドリームス』（2015年1月 - 2月、東京国際フォーラムホールC・梅田芸術劇場メインホール） - 演出・訳詞
- 音楽劇『ライムライト』（2015年 7月 - 8月、シアタークリエ 他） - 演出
- 『Chess the musical』（2015年9月 - 10月 東京芸術劇場プレイハウス、10月 シアター・ドラマシティ）
- O-Parts公演 コメディプレイ『リビング』（2016年3月、赤坂RED/THEATER） - 脚本・演出[16]
- ミュージカル『王家の紋章』（2016年8月、帝国劇場） - 演出
- 『アルジャーノンに花束を』（2017年、天王洲銀河劇場）
- 『王家の紋章』（2017年、帝国劇場/梅田芸術劇場）
- 『WILDe BEAUTY』（2017年、銀河劇場）
- 『マディソン郡の橋』（2018年、シアタークリエ他） - 演出
- 朗読（クローゼット）ミュージカル『不徳の伴侶 infelicity』（2018年、赤坂RED/THEATER） - 作・演出
- 『ドリアン・グレイの肖像』（2018年、銀河劇場） - 脚本・演出
- 『深夜食堂』（2018年、シアターサンモール） - 演出
- 『イヴ・サンローラン』（2019年、よみうり大手町ホール他） - 作・演出
- 音楽劇『ライムライト』（2019年、シアタークリエ他） - 演出
- 『カリソメノカタビラ 〜奇説デオン・ド・ボーモン〜』（2019年、浅草九劇） - 脚本・演出
- 『ハムレット』（2019年、博品館劇場） - 脚本・演出
- 『BLUE RAIN』（2020年、博品館劇場/シアタードラマシティ） - 演出
- 『ハウ・トゥー・サクシード』（2020年、東急シアターオーブ/オリックス劇場） - 演出補
- 『アルジャーノンに花束を』（2020年、博品館劇場） - 脚本・演出
- 『EDGES』（2020年、新国立劇場中劇場） - 演出
- 『僕とナターシャと白いロバ』（2021年、浅草九劇） - 上演台本・訳詞・演出
- 『BARNUM/バーナム』（2021年、東京芸術劇場プレイハウス他） - 演出
- 『Same Time, Next Year』（2021年、赤坂RED/THEATER） - 演出
- 『王家の紋章』（2021年、帝国劇場・博多座） - 脚本・作詞・演出
- 『五番目のサリー』（2021年、よみうり大手町ホール） - 脚本・演出
- 『ハウ・トゥー・サクシード』（2021年、東急シアターオーブ・オリックス劇場） - 演出補
- ミュージカル『アラバスター』（2022年6月25日 - 7月3日、東京芸術劇場 プレイハウス / 7月10日、梅田芸術劇場） - 脚本・演出[17]
- 舞台『イヴの時間』（2022年12月23日 - 29日、博品館劇場） - 演出[18]

### コンサート・ライブ
- 『安蘭けい 箱舟 2010「羅針盤の記憶、或いは熱情と曖昧さの関係について」』（2010年6月2日 - 15日、天王洲 銀河劇場。6月17日 - 19日、兵庫県立芸術文化センター） - 構成・演出
- 大和悠河ファーストコンサート『YUGA OPERA』（2010年12月5日、PARCO劇場） - 演出
- 『大和悠河 クリスマスディナーショー2010』（2010年12月17日、ホテルオークラ神戸） - 演出
- 『CHESS in Concert』（2012年1月26日 - 29日、青山劇場。2012年2月10日 - 12日、梅田芸術劇場） - 演出・訳詞
- 『CHESS in Concert』（2013年12月12日 - 15日、国際フォーラムホールC。2013年12月20日 - 22日、梅田芸術劇場） - 演出・訳詞
- NATSUKI MIZU Attractive Concert 2014年『蜃気楼〜mirage〜』（2014年7月11日 - 12日、赤坂ACTシアター） - 演出
- 壮一帆 firstコンサート『Feel SO Good』（2015年8月5日 - 9日 Bunkamuraシアターコクーン、8月28日 - 29日 サンケイホールブリーゼ） - 構成・演出
- 『The Sparkling Voice - 10人の貴公子たち-』（2016年1月28日 - 2月1日 シアタークリエ） - 構成・演出
- KENJI URAI 15th Anniversary Concert 〜Wonderland〜（2016年9月29日、東京国際フォーラムホールA） - 構成・演出[19]
- 『スパークリングヴォイスⅡ』（2017年 シアタークリエ） - 構成
- 『SECRET SPLENDOUR』（2017年 赤坂ACTシアターほか） - 構成・演出
- 朝夏まなと First Concert『MANA-ism』（2018年 日本青年館ホール他） - 構成・演出
- 『FEMALE vol.15 安寿ミラ 40th Anniversary』（2020年 よみうり大手町ホール/シアター・ドラマシティ） - 構成・演出

### その他
- ダンス×アクト『SANCTUARY〜旋回する夜の情景〜』（2001年2月2日 - 24日、ベニサンピット） - 作・演出
- ダンスドラマエモーション『Winter Rose』（2003年12月23日、新神戸オリエンタル劇場。2004年2月4日 - 7日、博品館劇場） - 原案・構成
- ダンスアクトシリーズvol.3『草原の風〜白い馬の伝説〜』（2003年7月11日 - 13日、シアター・ドラマシティ。7月19日 - 21日、ゆうぽうと簡易保険ホール） - 構成・演出
- オリジナルショー『RHYTHM RHYTHM RHYTHM』（2004年9月8日 - 12日、アートスフィア） - 構成・演出
- 『…and the World Goes 'Round』（2004年12月10日 - 12日、新神戸オリエンタル劇場。2004年12月17日 - 23日、東京芸術劇場 中ホール） - 演出・訳詩
- ダンスドラマエモーション『Winter Rose 南へ―冬を逃れてきた姉と弟 Stranger…』（2005年2月2日 - 6日、博品館劇場） - 構成・演出
- オトナのためのクリスマスエンターテイメント『RED SHOES, BLACK STOCKINGS―彼と彼女が踊る理由―』（2005年12月24日 - 25日、ル テアトル銀座） - 構成
- THE SONG OF KANDER & EBB『ワールド ゴーズ ラウンド（…and the World Goes 'Round）』（2006年2月9日 - 12日、東京芸術劇場 中ホール。2006年2月14日、兵庫県立芸術文化センター中ホール） - 演出・訳詩
- 『LOVE LOVE DE SHOW オレンジ・カーニバル』（2007年7月10日 - 15日、品川プリンスホテル クラブeX） - 構成
- DIAMOND☆DOGS『TANGO 2008 タンゴ・アラベスク』（2008年11月3日 - 9日、天王洲 銀河劇場） - 構成
- DIAMOND☆DOGS LOVE LOVE de SHOW『SAKURA cha cha』（2009年4月23日 - 30日、天王洲 銀河劇場） - 構成
- Super gala dance revolution『DANCE SYMPHONY 2010 -LOVE-』（2010年1月12日 - 17日、東京芸術劇場中ホール） - 構成
- solo ACT×solo DANCE 『gargoyle』（2010年12月3日、PARCO劇場） - 作・構成
- TAKARAZUKA WAY TO 100th ANNIVERSARY 『DREAM TRAIL - 宝塚伝説 -』（2011年1月23日 - 30日、青山劇場。2月3日 - 8日、シアタードラマシティ） - 構成・演出
- 早乙女太一 特別公演 第二部舞踊ショー『残雪の華』（2011年2月3日 - 23日、大阪新歌舞伎座） - 構成・演出
- ダンシング ディナーショー 『ACTION!!』（2011年2月13日、東京會舘） - 構成
- 朗読劇 『星の牧場 〜朗読劇×歌×ダンス〜』（2011年8月24日 - 29日、日本青年館・梅田芸術劇場） - 脚本・演出
- 桐生園加ダンシングディナーショー（2011年9月18日 - 19日、東京會舘） - 構成・演出
- DIAMOND☆DOGS『“TANGO”Series FINAL　= TANGO Doki Doki =』（2011年11月23日 - 27日、天王洲 銀河劇場） - 構成
- DANCE ACT 『ニジンスキー 〜神に愛された孤高の天才バレエダンサー〜』（2012年4月、天王洲 銀河劇場/2014年4月、天王洲 銀河劇場、再演） - 脚本・演出
- 『純愛物語 meets YUMING 8月31日 〜最後の夏休み〜』（2012年10月、帝国劇場） - 脚本執筆・演出アドバイザー
- TABLOID REVUE『密会』（2013年1月、赤坂RED/THEATER） - 構成・演出
- 宝塚歌劇100周年前夜祭 『DREAM A DREAM』（2013年10月12日 - 27日、東急シアターオーブ/ 2013年11月2日 - 17日、梅田芸術劇場メインホール） - 構成・演出
- CLASSICAL NEO FANTAZY SHOW『THE SHINSENGUMI』Sword Dance 〜剣、烈風の如く、真空に舞う〜（2013年12月4日 - 10日、東京・銀河劇場/ 2013年12月20日 - 21日、大阪・サンケイブリーゼ） - 作・演出
- ミュージカル『ファントム』（2014年9月13日 - 29日、赤坂ACTシアター／2013年10月、梅田芸術劇場） - 訳詞
- OSK日本歌劇団『Stormy Weather』（2015年6月1日 - 7日「レビュー春のおどり」第2部、大阪松竹座／2015年11月18日 - 24日「OSKレビュー in Kyoto」第2部、京都四條南座） - 作・演出
- ENTERTAINMENT ORIGINAL MUSICAL SHOW『RHYTHM RHYTHM RHYTHM』（2016年4月、天王洲 銀河劇場） - 構成・演出[20]
- 『ジャンクションLIVE vol.4 〜サンジェルマン デ プレ〜』（2016年、豊洲シビックホール）
- 『HIDEAWAY〜ハイダウェイ〜 』（2017年、神戸三宮シアター・エートー）
- OSK日本歌劇団『円卓の騎士』（2018年 博品館劇場） - 作・演出
- TABLOID REVUE『rumor〜オルレアンの噂〜』（2020年 赤坂RED/THEATER） - 構成・演出
- OSKレビュー『春のおどり』第2部 Victoria！（2021年 新橋演舞場） - 作・演出
- 連続テレビ小説「ブギウギ」（2023年10月 - 、NHK） - 舞台演出[21]

## 作詞
- 『Mystic Girl』（「FAFNER in the azure -NOW HERE-蒼穹のファフナーBGM&ドラマアルバムII」/歌・柏原真智子）
- 『SUPER MONKEY-西遊記-』(2009年2月日生劇場/6月大阪松竹座）
- 『胡蝶の舞』（NHK連続テレビ小説「ブギウギ」劇中歌）